# Рошовень
Рошовень, Рошовені (рум. Roșoveni) — село у повіті Вилча в Румунії. Входить до складу комуни Мелдерешть.
Село розташоване на відстані 181 км на північний захід від Бухареста, 30 км на захід від Римніку-Вилчі, 86 км на північ від Крайови, 141 км на південний захід від Брашова.

## Населення
За даними перепису населення 2002 року у селі проживали 2 особи.